# Deutsche Einband-Meisterschaft 1966/67
Die Deutsche Einband-Meisterschaft 1966/67 ist eine Billard-Turnierserie und fand vom 11. bis zum 12. März 1967 in Gelsenkirchen zum 14. Mal statt.

## Geschichte
Durch die Absage des Titelverteidigers August Tiedtke wurde das Turnier nur mit vier Teilnehmern ausgetragen. In den immer sehr gut besuchten Räumen des BC Grün-Weiß Hassel 57 wurde es ein sehr spannendes Turnier. Leider waren die Materialbedingungen nicht optimal. Trotzdem waren die Leistungen sehr ansprechend. In der letzten Runde konnten noch alle Teilnehmer den Titel erringen. Hier setzte sich am Ende Norbert Witte mit der besten Partie des Turniers gegen Dieter Müller mit 200:162 in 25 Aufnahmen durch. Ein äußerst spannendes Match entwickelte sich zwischen  Siegfried Spielmann und Ernst Rudolph. Rudolph führte bereits 194:156. Spielmann erzielte 17 Punkte und musste Rudolph wieder an den Tisch lassen. Dieser schaffte aber nur fünf Punkte. Spielmann kam an den Tisch und beendete das Match mit einer Serie von 27 Punkten und wurde schließlich Zweiter.

## Modus
Gespielt wurde im Round Robin-Modus bis 200 Punkte.
Die Endplatzierung ergab sich aus folgenden Kriterien:
1. Matchpunkte
2. Generaldurchschnitt (GD)
3. Bester Einzeldurchschnitt (BED)
4. Höchstserie (HS)

## Teilnehmer (nach Ausgangsklassement)
1. Ernst Rudolph (Köln) (4,72)
2. Norbert Witte (Essen) (4,57)
3. Siegfried Spielmann (Düsseldorf) (4,12)
4. Dieter Müller (Berlin) (2,91)

## Turnierverlauf
| Name                | MP  | Pkte | Aufn. | ED   |
| ------------------- | --- | ---- | ----- | ---- |
| 1. Spielrunde       |     |      |       |      |
| Norbert Witte       | 2:0 | 200  | 41    | 4,87 |
| Siegfried Spielmann | 0:2 | 104  | 41    | 2,53 |
| Ernst Rudolph       | 0:2 | 160  | 44    | 3,63 |
| Dieter Müller       | 2:0 | 200  | 44    | 4,54 |

| Name                | MP  | Pkte | Aufn. | ED   |
| ------------------- | --- | ---- | ----- | ---- |
| 2. Spielrunde       |     |      |       |      |
| Norbert Witte       | 0:2 | 188  | 45    | 4,17 |
| Ernst Rudolph       | 2:0 | 200  | 45    | 4,44 |
| Dieter Müller       | 0:2 | 109  | 30    | 3,63 |
| Siegfried Spielmann | 2:0 | 200  | 30    | 6,66 |

| Name                | MP  | Pkte | Aufn. | ED   |
| ------------------- | --- | ---- | ----- | ---- |
| 3. Spielrunde       |     |      |       |      |
| Norbert Witte       | 2:0 | 200  | 25    | 8,00 |
| Dieter Müller       | 0:2 | 162  | 25    | 6,48 |
| Siegfried Spielmann | 2:0 | 200  | 37    | 5,40 |
| Ernst Rudolph       | 0:2 | 199  | 37    | 5,37 |

## Abschlusstabelle
| MP    | Match Points (Sieger = 2; Unentschieden = 1; Verlierer = 0) |
| Pkte. | Erzielte Karambolagen                                       |
| Aufn. | Benötigte Versuche                                          |
| GD    | Generaldurchschnitt                                         |
| BED   | Bester Einzeldurchschnitt eines Spielers                    |
| HS    | Höchstserie                                                 |
|       | Bester GD des Turniers                                      |
|       | Bester ED des Turniers                                      |
|       | Beste HS des Turniers                                       |
|       | 1. Platz (Gold)                                             |
|       | 2. Platz (Silber)                                           |
|       | 3. Platz (Bronze)                                           |

| Klassement                | Klassement          | Klassement | Klassement | Klassement | Klassement | Klassement | Klassement |
| Platz                     | Name                | MP         | Pkte.      | Aufn.      | GD         | BED        | HS         |
| ------------------------- | ------------------- | ---------- | ---------- | ---------- | ---------- | ---------- | ---------- |
| 1                         | Norbert Witte       | 4:2        | 588        | 111        | 5,29       | 8,00       | 29         |
| 2                         | Siegfried Spielmann | 4:2        | 504        | 108        | 4,66       | 6,66       | 34         |
| 3                         | Dieter Müller       | 2:4        | 471        | 99         | 4,75       | 4,54       | 44         |
| 4                         | Ernst Rudolph       | 2:4        | 559        | 126        | 4,43       | 4,44       | 29         |
| Turnierdurchschnitt: 4,77 |                     |            |            |            |            |            |            |